# Scotch Meadows
 (mai 2025).
Scotch Meadows est une census-designated place située dans le comté de Scotland, dans l’État de Caroline du Nord, aux États-Unis. Lors du recensement de 2020, elle comptait 568 habitants.